# 阿达河畔克罗塔
阿达河畔克罗塔（義大利語：Crotta d'Adda）是意大利克雷莫纳省的一个市镇。总面积13平方公里，人口679人，人口密度52.2人/平方公里（2009年）。国家统计（ISTAT）代码为019038。